# 汪惟和
汪惟和（？—？），巩昌府盐川镇（今甘肃省漳县）人，元朝政治人物。

## 生平
袭封巩昌路等处便宜都总帅，至元二十六年（1289年），率部万人北征。至元二十九年（1292年），为巩昌等处宣慰使，兼便宜都总帅、巩昌府尹。三十年（1293年），攻打吐蕃，戍守瓜州、沙州，为昭文馆大学士。

## 家族
祖父汪世显。父汪德臣，为第三子。